# Aegomorphus longipennis
Aegomorphus longipennis es una especie de escarabajo longicornio del género Aegomorphus,  subfamilia Lamiinae. Fue descrita científicamente por Zajciw en 1963.
Se distribuye por Brasil. Mide 13,5 milímetros de longitud.